# Lonzo Ball
Lonzo Anderson Ball (Anaheim, 27 ottobre 1997) è un cestista statunitense, professionista nella NBA con i Cleveland Cavaliers.

## Caratteristiche tecniche
Durante il periodo ai Lakers aveva un tiro da 3 poco ortodosso e di conseguenza una media del 31%. Nella stagione 2019-20 a New Orleans, invece, ha adottato un tiro migliore e la sua media nel tiro da 3 è salita a 37,5%. Passato ai Chicago Bulls, si è distinto anche come difensore perimetrale in tutta la lega, abile a ostruire i passaggi agli avversari e a rubare palle.  Fornisce una grande difesa con e senza la palla, oltre a imporsi in attacco nel tiro da 3 e in schiacciata.

## Inizi e high school
Nato ad Anaheim, California, da LaVar e Tina Ball, entrambi ex giocatori di basket all'università. Ha due fratelli, LiAngelo e LaMelo, entrambi cestisti militanti come lui nell'NBA. Al liceo ha frequentato la Chino Hills High School vincendo il prestigioso Naismith Prep Player of the Year come miglior giocatore liceale del 2016.

## College
Nel novembre 2015 viene reclutato da UCLA. Disputa un'ottima stagione, venendo incluso tra i 50 candidati per il John R. Wooden Award, premio dato al miglior giocatore collegiale della nazione. Si classifica inoltre al primo posto per assist a partita nella NCAA (7,6).

## NBA

### Los Angeles Lakers (2017-2019)
Il 22 giugno 2017 viene selezionato al Draft NBA dai Los Angeles Lakers come seconda scelta assoluta. Il 12 novembre 2017 realizza 19 punti, 13 assist e 12 rimbalzi nella partita persa per 90-98 contro i Milwaukee Bucks, diventando il giocatore più giovane (20 anni e 15 giorni) a completare una tripla doppia in NBA, battendo il primato di LeBron James della stagione 2004-2005; il record verrà poi superato l'11 aprile 2018 dal playmaker dei Philadelphia 76ers, Markelle Fultz, e successivamente il 9 gennaio 2021 da LaMelo Ball, fratello di Lonzo. Il 29 dicembre 2017 Ball segna invece sei triple (record personale), mettendo a referto 18 punti, 11 assist e 7 rimbalzi nella vittoria per 116-112 contro i San Antonio Spurs. Al termine della stagione, segnata da infortuni e difficoltà al tiro, viene incluso nel secondo quintetto All-Rookie, con le medie di 10,2 punti, 6,9 rimbalzi e 7,2 assist.
A inizio stagione della sua seconda stagione (2018-2019), Ball e il neo compagno di squadra LeBron James diventano la nona coppia nella storia NBA a realizzare una tripla-doppia nella stessa partita (contro gli Hornets a dicembre), la seconda coppia di giocatori dei Lakers dopo Magic Johnson e Kareem Abdul-Jabbar nel 1982. Dopo alcune buone prestazioni nei mesi di dicembre e gennaio, viene scelto per il Rising Star Challenge.

### New Orleans Pelicans (2019-2021)
Il 16 giugno 2019, viene scambiato (assieme ai suoi compagni di squadra Brandon Ingram e Josh Hart e la quarta scelta al Draft 2019) ai New Orleans Pelicans in cambio di Anthony Davis; lo scambio diviene ufficiale il 6 luglio.

### Chicago Bulls (2021-)
Dopo due stagioni a New Orleans, Ball passa ai Chicago Bulls in cambio di Garrett Temple, Tomáš Satoranský, una scelta al secondo giro al draft 2024 e cash considerations.
Alla seconda partita di campionato contro la sua ex squadra, i New Orleans Pelicans, mette a segno la sua prima tripla doppia stagionale con 17 punti, 10 rimbalzi e 10 assist.

## Statistiche

### NCAA
| Anno      | Squadra     | PG | PT | MP   | TC%  | 3P%  | TL%  | RP  | AP  | PRP | SP  | PP   |
| --------- | ----------- | -- | -- | ---- | ---- | ---- | ---- | --- | --- | --- | --- | ---- |
| 2016-2017 | UCLA Bruins | 36 | 36 | 35,1 | 55,1 | 41,2 | 67,3 | 6,0 | 7,6 | 1,4 | 0,8 | 14,6 |
| Carriera  | Carriera    | 36 | 36 | 35,1 | 55,1 | 41,2 | 67,3 | 6,0 | 7,6 | 1,4 | 0,8 | 14,6 |

#### Massimi in carriera
- Massimo di punti: 24 vs Arizona (21 gennaio 2017)[17]
- Massimo di rimbalzi: 11 (2 volte)
- Massimo di assist: 14 vs Washington State (4 marzo 2017)
- Massimo di palle recuperate: 5 (2 volte)
- Massimo di stoppate: 3 (2 volte)
- Massimo di minuti giocati: 40 (2 volte)

### NBA

#### Regular Season
| Anno      | Squadra       | PG  | PT  | MP   | TC%  | 3P%  | TL%  | RP  | AP  | PRP | SP  | PP   |
| --------- | ------------- | --- | --- | ---- | ---- | ---- | ---- | --- | --- | --- | --- | ---- |
| 2017-2018 | L.A. Lakers   | 52  | 50  | 34,2 | 36,0 | 30,5 | 45,1 | 6,9 | 7,2 | 1,7 | 0,8 | 10,2 |
| 2018-2019 | L.A. Lakers   | 47  | 45  | 30,3 | 40,6 | 32,9 | 41,7 | 5,3 | 5,4 | 1,5 | 0,4 | 9,9  |
| 2019-2020 | N.O. Pelicans | 63  | 54  | 32,1 | 40,3 | 37,5 | 56,6 | 6,1 | 7,0 | 1,4 | 0,6 | 11,8 |
| 2020-2021 | N.O. Pelicans | 55  | 55  | 31,8 | 41,4 | 37,8 | 78,1 | 4,8 | 5,7 | 1,5 | 0,6 | 14,6 |
| 2021-2022 | Chicago Bulls | 35  | 35  | 34,6 | 42,3 | 42,3 | 75,0 | 5,4 | 5,1 | 1,8 | 0,9 | 13,0 |
| 2024-2025 | Chicago Bulls | 35  | 14  | 22,2 | 36,6 | 34,4 | 81,5 | 3,4 | 3,3 | 1,3 | 0,5 | 7,6  |
| Carriera  | Carriera      | 287 | 253 | 31,2 | 39,8 | 36,2 | 59,9 | 5,5 | 5,8 | 1,5 | 0,6 | 11,4 |

#### Massimi in carriera
- Massimo di punti: 33 vs Minnesota Timberwolves (1 maggio 2021)
- Massimo di rimbalzi: 16 vs Denver Nuggets (19 novembre 2017)
- Massimo di assist: 15 vs Boston Celtics (26 gennaio 2020)
- Massimo di palle recuperate: 6 vs Miami Heat (1 marzo 2018)
- Massimo di stoppate: 4 (2 volte)
- Massimo di minuti giocati: 46 vs Detroit Pistons (13 gennaio 2020)

## Palmarès

### Individuale

#### High school
- Naismith Prep Player of the Year (2016)
- Morgan Wooten National Player of the Year (2016)
- USA Today Basketball Player of the Year (2016)
- California Gatorade Player of the Year (2016)
- Mr. Basketball USA (2016)
- California Mr. Basketball (2016)
- Los Angeles Times Player of the Year (2016)
- McDonald's All American (2016)

#### NCAA
- USBWA National Freshman of the Year (2017)
- Associated Press First Team All-American (2017)
- USBWA First Team All-American (2017)
- NABC First Team All-American (2017)
- Sporting News First Team All-American (2017)
- Pac-12 Freshman of the Year (2017)
- All-Pac-12 First Team (2017)
- Pac-12 All-Freshman Team (2017)
- Pac-12 All-Defensive Team Honorable Mention (2017)
- NCAA assists leader (2017)

#### NBA
- NBA Summer League MVP (2017)
- NBA All-Summer League First Team (2017)
- NBA All-Rookie Second Team (2018)
- NBA Rising Stars Challenge: 2

2018, 2019